# The Internationale (альбом)
The Internationale — студийный альбом английского фолк-рок музыканта Билли Брэгга, изданный в мае 1990 года на лейблах Liberation Records, Utility Records, Cooking Vinyl. Первоначально он был выпущен на недолго просуществовавшем лейбле Брэгга Utility Records и представляет собой намеренно политический альбом, состоящий в основном из кавер-версий и переписанных песен левых сил протеста. Хотя Брэгг известен своей связью с левыми силами, этот релиз необычен; в большинстве записей Брэгга политические песни сочетаются с социальными наблюдениями и песнями о любви.
Альбом достиг 34-го места в британском хит-параде UK Albums Chart.

## История
Первоначально альбом был выпущен в виде семитрекового мини-альбома (EP) в 1990 году.
В 2006 году, в рамках запланированной серии переизданий альбомов из его бэк-каталога, The Internationale был ремастерирован и переиздан вместе с семью треками из EP 1988 года Live & Dubious и пятью бонус-треками. Также в комплект вошел бонусный DVD под названием Here and There, содержащий концерты в Восточном Берлине, Никарагуа и Советском Союзе.

## Отзывы
| Оценки критиков                     | Оценки критиков |
| Источник                            | Оценка          |
| ----------------------------------- | --------------- |
| AllMusic                            | [ 2 ]           |
| Christgau's Consumer Guide          | [ 3 ]           |
| Entertainment Weekly                | A−              |
| New Musical Express                 | 6/10            |
| Orlando Sentinel                    | [ 6 ]           |
| (The New) Rolling Stone Album Guide | [ 7 ]           |
| Spin Alternative Record Guide       | 6/10            |

Альбом получил положительные отзывы музыкальной критики и интернет-изданий.
Дэвид Клири из AllMusic отметил, что «На этом релизе автор предстает в своем самом яростном и гневном виде», где многие «песни — это кавер-версии песен (некоторые из них написаны до XX века), в которых открыто или скрыто говорится о революции, радикальной политике или пацифистских настроениях. Этот альбом — преданный, глубоко прочувствованный манифест, который стоит послушать».

## Список композиций
Оригинальное издание
1. «Интернационал (The Internationale)» (Пьер Дегейтер, Билли Брэгг) — 3:45
2. «I Dreamed I Saw Phil Ochs Last Night» (Earl Robinson, Брэгг) — 1:27
3. «The Marching Song of the Covert Battalions» (Брэгг) — 3:59
4. «Blake’s Jerusalem» (Уильям Блейк, Hubert Parry) — 2:30
5. «Nicaragua Nicaraguita» (Carlos Mejía Godoy) — 1:06
6. «The Red Flag» (Джим Коннелл) — 3:12
7. «My Youngest Son Came Home Today» (Eric Bogle) — 3:04

### 2006 (бонусные треки переиздания)
Live and Dubious EP
1. «Introduction» (live) — 0:57
2. «Help Save the Youth of America» (live) (Брэгг) — 2:36
3. «Think Again» (live) (Dick Gaughan) — 4:21
4. «Chile Your Waters Run Red Through Soweto» (live) (Bernice Johnson Reagon) — 3:09
5. «Days Like These» (DC remix) (Брэгг) — 2:40
6. «To Have and to Have Not» (live) (Брэгг) — 2:47
7. «There Is Power in a Union» (вместе с The Pattersons) (Брэгг, George F. Root, traditional) — 3:27

Бонусные треки
1. «Joe Hill» (Фил Оукс) (из Don’t Mourn — Organize! Songs of Labor Songwriter Joe Hill, 1990) — 8:23
2. «This Land Is Your Land» (вместе с Heathens All) (Woody Guthrie) (из The Disagreement of the People, 1995) — 4:35
3. «Never Cross a Picket Line» (Брэгг) (из Rock the Dock, 1998) — 3:38
4. «A Change Is Gonna Come» (Сэм Кук) (ранее не издававшийся трек) — 3:58
5. «A Miner’s Life» (traditional) (ранее не издававшийся) — 3:01

Замечания
- Треки 8-14 записаны в Pavillion Studios, London.
- Треки 15, 18 и 19 записаны во время сессий The Internationale.
- Трек 17 спродюсирован в Cathouse Studios.

### Bonus DVD —Here and There
East Berlin DDR — February 1986
1. «There Is Power in a Union» (live) (Брэгг, Root, traditional) — 2:35
2. «Between the Wars» (live) (Брэгг) — 2:31

Nicaragua — July 1987
1. «Nicaragua Nicaraguita» (live) (Godoy) — 1:07

Lithuania USSR — May 1988
1. «I Heard It Through the Grapevine» (live) (Норманом Уитфилдом, Барретт Стронг) — 2:07
2. «To Have and to Have Not» (live) (Брэгг) — 2:21
3. «The Milkman of Human Kindness» (live) (Брэгг) — 2:29
4. «Island of No Return» (live) (Брэгг) — 3:24
5. «Introduction to Between the Wars» (live) — 3:15
6. «Between the Wars» (live) (Брэгг) — 2:21
7. «The World Turned Upside Down» (live) (Leon Rosselson) — 3:02
8. «Levi Stubbs' Tears» (live) (Брэгг) — 3:15
9. «Help Save the Youth of America» (live) (Брэгг) — 2:36
10. «A New England» (Брэгг) — 2:04
11. «Wishing the Days Away» (Брэгг) — 4:15
12. «People Get Ready» (Кёртис Мейфилд) / «Tupelo Honey» (Ван Моррисон) — 3:02
13. «Star» (Дэвид Боуи) — 1:56
14. «A13, Trunk Road to The Sea» (Bobby Troup) — 2:17